# Lista di asteroidi (165001-166000)
Di seguito una lista di asteroidi dal numero 165001 al 166000 con data di scoperta e scopritore.

## 165001-165100
| Nome         | Designazione provvisoria | Data di scoperta | Scopritore               |
| ------------ | ------------------------ | ---------------- | ------------------------ |
| 165001 -     | 2000 BA38                | 28 gennaio 2000  | Spacewatch               |
| 165002 -     | 2000 BM49                | 26 gennaio 2000  | Spacewatch               |
| 165003 -     | 2000 BT49                | 21 gennaio 2000  | LINEAR                   |
| 165004 -     | 2000 CH15                | 2 febbraio 2000  | LINEAR                   |
| 165005 -     | 2000 CD22                | 2 febbraio 2000  | LINEAR                   |
| 165006 -     | 2000 CC39                | 3 febbraio 2000  | LINEAR                   |
| 165007 -     | 2000 CW44                | 2 febbraio 2000  | LINEAR                   |
| 165008 -     | 2000 CJ45                | 2 febbraio 2000  | LINEAR                   |
| 165009 -     | 2000 CC46                | 2 febbraio 2000  | LINEAR                   |
| 165010 -     | 2000 CG79                | 8 febbraio 2000  | Spacewatch               |
| 165011 -     | 2000 CA82                | 4 febbraio 2000  | LINEAR                   |
| 165012 -     | 2000 CJ84                | 4 febbraio 2000  | LINEAR                   |
| 165013 -     | 2000 CO90                | 6 febbraio 2000  | LINEAR                   |
| 165014 -     | 2000 CZ97                | 7 febbraio 2000  | Spacewatch               |
| 165015 -     | 2000 CS98                | 8 febbraio 2000  | Spacewatch               |
| 165016 -     | 2000 CV98                | 8 febbraio 2000  | Spacewatch               |
| 165017 -     | 2000 CM108               | 5 febbraio 2000  | CSS                      |
| 165018 -     | 2000 CP113               | 11 febbraio 2000 | Spacewatch               |
| 165019 -     | 2000 CG115               | 2 febbraio 2000  | CSS                      |
| 165020 -     | 2000 CB126               | 3 febbraio 2000  | LINEAR                   |
| 165021 -     | 2000 CJ129               | 3 febbraio 2000  | Spacewatch               |
| 165022 -     | 2000 CN130               | 3 febbraio 2000  | Spacewatch               |
| 165023 -     | 2000 CD132               | 3 febbraio 2000  | Spacewatch               |
| 165024 -     | 2000 CG132               | 3 febbraio 2000  | Spacewatch               |
| 165025 -     | 2000 DT7                 | 28 febbraio 2000 | Spacewatch               |
| 165026 -     | 2000 DJ9                 | 26 febbraio 2000 | Spacewatch               |
| 165027 -     | 2000 DU12                | 27 febbraio 2000 | Spacewatch               |
| 165028 -     | 2000 DA19                | 29 febbraio 2000 | LINEAR                   |
| 165029 -     | 2000 DC21                | 29 febbraio 2000 | LINEAR                   |
| 165030 -     | 2000 DT24                | 29 febbraio 2000 | LINEAR                   |
| 165031 -     | 2000 DB27                | 29 febbraio 2000 | LINEAR                   |
| 165032 -     | 2000 DL54                | 29 febbraio 2000 | LINEAR                   |
| 165033 -     | 2000 DL58                | 29 febbraio 2000 | LINEAR                   |
| 165034 -     | 2000 DX60                | 29 febbraio 2000 | LINEAR                   |
| 165035 -     | 2000 DH63                | 29 febbraio 2000 | LINEAR                   |
| 165036 -     | 2000 DB76                | 29 febbraio 2000 | LINEAR                   |
| 165037 -     | 2000 DV88                | 25 febbraio 2000 | Spacewatch               |
| 165038 -     | 2000 DM89                | 26 febbraio 2000 | Spacewatch               |
| 165039 -     | 2000 DP95                | 28 febbraio 2000 | LINEAR                   |
| 165040 -     | 2000 DR97                | 29 febbraio 2000 | LINEAR                   |
| 165041 -     | 2000 DG100               | 29 febbraio 2000 | LINEAR                   |
| 165042 -     | 2000 DE110               | 29 febbraio 2000 | LINEAR                   |
| 165043 -     | 2000 DM113               | 27 febbraio 2000 | Spacewatch               |
| 165044 -     | 2000 EO8                 | 3 marzo 2000     | LINEAR                   |
| 165045 -     | 2000 ES16                | 3 marzo 2000     | LINEAR                   |
| 165046 -     | 2000 EG18                | 4 marzo 2000     | LINEAR                   |
| 165047 -     | 2000 EY32                | 5 marzo 2000     | LINEAR                   |
| 165048 -     | 2000 EE35                | 8 marzo 2000     | LINEAR                   |
| 165049 -     | 2000 EO42                | 8 marzo 2000     | LINEAR                   |
| 165050 -     | 2000 EF48                | 9 marzo 2000     | LINEAR                   |
| 165051 -     | 2000 EL51                | 3 marzo 2000     | Spacewatch               |
| 165052 -     | 2000 EE59                | 9 marzo 2000     | LINEAR                   |
| 165053 -     | 2000 EM61                | 10 marzo 2000    | LINEAR                   |
| 165054 -     | 2000 EP68                | 10 marzo 2000    | LINEAR                   |
| 165055 -     | 2000 EP76                | 5 marzo 2000     | LINEAR                   |
| 165056 -     | 2000 ED79                | 5 marzo 2000     | LINEAR                   |
| 165057 -     | 2000 EF96                | 11 marzo 2000    | LINEAR                   |
| 165058 -     | 2000 EW100               | 12 marzo 2000    | Spacewatch               |
| 165059 -     | 2000 ET102               | 14 marzo 2000    | Spacewatch               |
| 165060 -     | 2000 EW114               | 10 marzo 2000    | Spacewatch               |
| 165061 -     | 2000 EF115               | 10 marzo 2000    | Spacewatch               |
| 165062 -     | 2000 EO119               | 11 marzo 2000    | LONEOS                   |
| 165063 -     | 2000 EM146               | 4 marzo 2000     | LINEAR                   |
| 165064 -     | 2000 ED166               | 3 marzo 2000     | LINEAR                   |
| 165065 -     | 2000 ES169               | 4 marzo 2000     | LINEAR                   |
| 165066 -     | 2000 ES199               | 1 marzo 2000     | CSS                      |
| 165067 Pauls | 2000 ED207               | 4 marzo 2000     | Sloan Digital Sky Survey |
| 165068 -     | 2000 FV                  | 26 marzo 2000    | Comba, P. G.             |
| 165069 -     | 2000 FH7                 | 29 marzo 2000    | Spacewatch               |
| 165070 -     | 2000 FX8                 | 29 marzo 2000    | Spacewatch               |
| 165071 -     | 2000 FT24                | 29 marzo 2000    | LINEAR                   |
| 165072 -     | 2000 FB27                | 27 marzo 2000    | LONEOS                   |
| 165073 -     | 2000 FE28                | 27 marzo 2000    | LONEOS                   |
| 165074 -     | 2000 FB40                | 29 marzo 2000    | LINEAR                   |
| 165075 -     | 2000 FW58                | 26 marzo 2000    | LONEOS                   |
| 165076 -     | 2000 FX63                | 29 marzo 2000    | LINEAR                   |
| 165077 -     | 2000 FB72                | 25 marzo 2000    | Spacewatch               |
| 165078 -     | 2000 GN11                | 5 aprile 2000    | LINEAR                   |
| 165079 -     | 2000 GG17                | 5 aprile 2000    | LINEAR                   |
| 165080 -     | 2000 GU21                | 5 aprile 2000    | LINEAR                   |
| 165081 -     | 2000 GG23                | 5 aprile 2000    | LINEAR                   |
| 165082 -     | 2000 GJ34                | 5 aprile 2000    | LINEAR                   |
| 165083 -     | 2000 GK37                | 5 aprile 2000    | LINEAR                   |
| 165084 -     | 2000 GG38                | 5 aprile 2000    | LINEAR                   |
| 165085 -     | 2000 GZ38                | 5 aprile 2000    | LINEAR                   |
| 165086 -     | 2000 GN44                | 5 aprile 2000    | LINEAR                   |
| 165087 -     | 2000 GF45                | 5 aprile 2000    | LINEAR                   |
| 165088 -     | 2000 GU46                | 5 aprile 2000    | LINEAR                   |
| 165089 -     | 2000 GT62                | 5 aprile 2000    | LINEAR                   |
| 165090 -     | 2000 GP72                | 5 aprile 2000    | LINEAR                   |
| 165091 -     | 2000 GK79                | 5 aprile 2000    | LINEAR                   |
| 165092 -     | 2000 GM81                | 6 aprile 2000    | LINEAR                   |
| 165093 -     | 2000 GG89                | 4 aprile 2000    | LINEAR                   |
| 165094 -     | 2000 GV89                | 4 aprile 2000    | LINEAR                   |
| 165095 -     | 2000 GR111               | 3 aprile 2000    | LONEOS                   |
| 165096 -     | 2000 GX128               | 5 aprile 2000    | Spacewatch               |
| 165097 -     | 2000 GB129               | 5 aprile 2000    | Spacewatch               |
| 165098 -     | 2000 GG133               | 12 aprile 2000   | NEAT                     |
| 165099 -     | 2000 GJ154               | 6 aprile 2000    | LONEOS                   |
| 165100 -     | 2000 HV                  | 24 aprile 2000   | Spacewatch               |

## 165101-165200
| Nome           | Designazione provvisoria | Data di scoperta | Scopritore       |
| -------------- | ------------------------ | ---------------- | ---------------- |
| 165101 -       | 2000 HY3                 | 26 aprile 2000   | Spacewatch       |
| 165102 -       | 2000 HN17                | 24 aprile 2000   | Spacewatch       |
| 165103 -       | 2000 HJ26                | 24 aprile 2000   | LONEOS           |
| 165104 -       | 2000 HR33                | 24 aprile 2000   | LONEOS           |
| 165105 -       | 2000 HG45                | 26 aprile 2000   | LONEOS           |
| 165106 -       | 2000 HS59                | 25 aprile 2000   | LONEOS           |
| 165107 -       | 2000 HE63                | 26 aprile 2000   | LONEOS           |
| 165108 -       | 2000 HN67                | 27 aprile 2000   | Spacewatch       |
| 165109 -       | 2000 HS71                | 25 aprile 2000   | LONEOS           |
| 165110 -       | 2000 HR84                | 30 aprile 2000   | LONEOS           |
| 165111 -       | 2000 HC103               | 27 aprile 2000   | LONEOS           |
| 165112 -       | 2000 HE103               | 27 aprile 2000   | LONEOS           |
| 165113 -       | 2000 JB19                | 3 maggio 2000    | LINEAR           |
| 165114 -       | 2000 JK27                | 7 maggio 2000    | LINEAR           |
| 165115 -       | 2000 JY28                | 7 maggio 2000    | LINEAR           |
| 165116 -       | 2000 JX41                | 7 maggio 2000    | LINEAR           |
| 165117 -       | 2000 JB61                | 7 maggio 2000    | LINEAR           |
| 165118 -       | 2000 JB68                | 7 maggio 2000    | Spacewatch       |
| 165119 -       | 2000 JC68                | 7 maggio 2000    | Spacewatch       |
| 165120 -       | 2000 JZ71                | 1 maggio 2000    | LONEOS           |
| 165121 -       | 2000 JY76                | 7 maggio 2000    | LINEAR           |
| 165122 -       | 2000 JJ84                | 5 maggio 2000    | LINEAR           |
| 165123 -       | 2000 KP6                 | 27 maggio 2000   | LINEAR           |
| 165124 -       | 2000 KW8                 | 28 maggio 2000   | LINEAR           |
| 165125 -       | 2000 KC11                | 28 maggio 2000   | LINEAR           |
| 165126 -       | 2000 KJ32                | 28 maggio 2000   | LINEAR           |
| 165127 -       | 2000 KX40                | 30 maggio 2000   | Spacewatch       |
| 165128 -       | 2000 KU43                | 31 maggio 2000   | Spacewatch       |
| 165129 -       | 2000 KU44                | 28 maggio 2000   | Spacewatch       |
| 165130 -       | 2000 KP54                | 27 maggio 2000   | LONEOS           |
| 165131 -       | 2000 KQ57                | 24 maggio 2000   | LONEOS           |
| 165132 -       | 2000 KV58                | 24 maggio 2000   | LONEOS           |
| 165133 -       | 2000 KP61                | 25 maggio 2000   | LONEOS           |
| 165134 -       | 2000 KT65                | 27 maggio 2000   | LONEOS           |
| 165135 -       | 2000 KU70                | 28 maggio 2000   | LINEAR           |
| 165136 -       | 2000 KN74                | 27 maggio 2000   | LINEAR           |
| 165137 -       | 2000 KM79                | 27 maggio 2000   | LINEAR           |
| 165138 -       | 2000 NL5                 | 7 luglio 2000    | LINEAR           |
| 165139 -       | 2000 NJ10                | 6 luglio 2000    | LONEOS           |
| 165140 -       | 2000 OJ1                 | 24 luglio 2000   | Spacewatch       |
| 165141 -       | 2000 OH14                | 23 luglio 2000   | LINEAR           |
| 165142 -       | 2000 OM40                | 30 luglio 2000   | LINEAR           |
| 165143 -       | 2000 PQ2                 | 2 agosto 2000    | LINEAR           |
| 165144 -       | 2000 QO7                 | 25 agosto 2000   | LINEAR           |
| 165145 -       | 2000 QV10                | 24 agosto 2000   | LINEAR           |
| 165146 -       | 2000 QN13                | 24 agosto 2000   | LINEAR           |
| 165147 -       | 2000 QD18                | 24 agosto 2000   | LINEAR           |
| 165148 -       | 2000 QR18                | 24 agosto 2000   | LINEAR           |
| 165149 -       | 2000 QC22                | 24 agosto 2000   | LINEAR           |
| 165150 -       | 2000 QU28                | 24 agosto 2000   | LINEAR           |
| 165151 -       | 2000 QT33                | 26 agosto 2000   | Comba, P. G.     |
| 165152 -       | 2000 QS38                | 24 agosto 2000   | LINEAR           |
| 165153 -       | 2000 QR39                | 24 agosto 2000   | LINEAR           |
| 165154 -       | 2000 QE40                | 24 agosto 2000   | LINEAR           |
| 165155 -       | 2000 QG40                | 24 agosto 2000   | LINEAR           |
| 165156 -       | 2000 QJ50                | 24 agosto 2000   | LINEAR           |
| 165157 -       | 2000 QO50                | 24 agosto 2000   | LINEAR           |
| 165158 -       | 2000 QE51                | 24 agosto 2000   | LINEAR           |
| 165159 -       | 2000 QP55                | 25 agosto 2000   | LINEAR           |
| 165160 -       | 2000 QX62                | 28 agosto 2000   | LINEAR           |
| 165161 -       | 2000 QP69                | 30 agosto 2000   | Spacewatch       |
| 165162 -       | 2000 QS69                | 30 agosto 2000   | Spacewatch       |
| 165163 -       | 2000 QP87                | 25 agosto 2000   | LINEAR           |
| 165164 -       | 2000 QT88                | 25 agosto 2000   | LINEAR           |
| 165165 -       | 2000 QS98                | 28 agosto 2000   | LINEAR           |
| 165166 -       | 2000 QV102               | 28 agosto 2000   | LINEAR           |
| 165167 -       | 2000 QY109               | 28 agosto 2000   | Saji             |
| 165168 -       | 2000 QF110               | 24 agosto 2000   | LINEAR           |
| 165169 -       | 2000 QN110               | 24 agosto 2000   | LINEAR           |
| 165170 -       | 2000 QL113               | 24 agosto 2000   | LINEAR           |
| 165171 -       | 2000 QD119               | 25 agosto 2000   | LINEAR           |
| 165172 -       | 2000 QU124               | 29 agosto 2000   | LINEAR           |
| 165173 -       | 2000 QJ140               | 31 agosto 2000   | LINEAR           |
| 165174 -       | 2000 QF152               | 28 agosto 2000   | LINEAR           |
| 165175 -       | 2000 QN153               | 29 agosto 2000   | LINEAR           |
| 165176 -       | 2000 QU154               | 31 agosto 2000   | LINEAR           |
| 165177 -       | 2000 QT159               | 31 agosto 2000   | LINEAR           |
| 165178 -       | 2000 QO164               | 31 agosto 2000   | LINEAR           |
| 165179 -       | 2000 QK166               | 31 agosto 2000   | LINEAR           |
| 165180 -       | 2000 QB170               | 31 agosto 2000   | LINEAR           |
| 165181 -       | 2000 QV170               | 31 agosto 2000   | LINEAR           |
| 165182 -       | 2000 QV172               | 31 agosto 2000   | LINEAR           |
| 165183 -       | 2000 QN186               | 26 agosto 2000   | LINEAR           |
| 165184 -       | 2000 QH208               | 31 agosto 2000   | LINEAR           |
| 165185 -       | 2000 QB210               | 31 agosto 2000   | LINEAR           |
| 165186 -       | 2000 QQ215               | 31 agosto 2000   | LINEAR           |
| 165187 -       | 2000 QY215               | 31 agosto 2000   | LINEAR           |
| 165188 -       | 2000 QD218               | 31 agosto 2000   | LINEAR           |
| 165189 -       | 2000 QG220               | 21 agosto 2000   | LONEOS           |
| 165190 -       | 2000 QC221               | 21 agosto 2000   | LONEOS           |
| 165191 -       | 2000 QX231               | 29 agosto 2000   | LINEAR           |
| 165192 Neugent | 2000 QD235               | 26 agosto 2000   | Wasserman, L. H. |
| 165193 -       | 2000 QT243               | 21 agosto 2000   | LONEOS           |
| 165194 -       | 2000 RD5                 | 1 settembre 2000 | LINEAR           |
| 165195 -       | 2000 RH16                | 1 settembre 2000 | LINEAR           |
| 165196 -       | 2000 RD19                | 1 settembre 2000 | LINEAR           |
| 165197 -       | 2000 RU21                | 1 settembre 2000 | LINEAR           |
| 165198 -       | 2000 RK24                | 1 settembre 2000 | LINEAR           |
| 165199 -       | 2000 RL41                | 3 settembre 2000 | LINEAR           |
| 165200 -       | 2000 RK49                | 5 settembre 2000 | LINEAR           |

## 165201-165300
| Nome     | Designazione provvisoria | Data di scoperta  | Scopritore |
| -------- | ------------------------ | ----------------- | ---------- |
| 165201 - | 2000 RW57                | 7 settembre 2000  | Spacewatch |
| 165202 - | 2000 RV66                | 1 settembre 2000  | LINEAR     |
| 165203 - | 2000 RX72                | 2 settembre 2000  | LINEAR     |
| 165204 - | 2000 RO73                | 2 settembre 2000  | LINEAR     |
| 165205 - | 2000 RL76                | 4 settembre 2000  | LINEAR     |
| 165206 - | 2000 RU85                | 2 settembre 2000  | LINEAR     |
| 165207 - | 2000 RR95                | 4 settembre 2000  | LONEOS     |
| 165208 - | 2000 RB96                | 4 settembre 2000  | LONEOS     |
| 165209 - | 2000 RW100               | 5 settembre 2000  | LONEOS     |
| 165210 - | 2000 SB4                 | 21 settembre 2000 | LINEAR     |
| 165211 - | 2000 SP7                 | 22 settembre 2000 | Spacewatch |
| 165212 - | 2000 SX9                 | 23 settembre 2000 | LINEAR     |
| 165213 - | 2000 SJ12                | 20 settembre 2000 | LINEAR     |
| 165214 - | 2000 SR29                | 24 settembre 2000 | LINEAR     |
| 165215 - | 2000 SX31                | 24 settembre 2000 | LINEAR     |
| 165216 - | 2000 SN33                | 24 settembre 2000 | LINEAR     |
| 165217 - | 2000 SB37                | 24 settembre 2000 | LINEAR     |
| 165218 - | 2000 SV37                | 24 settembre 2000 | LINEAR     |
| 165219 - | 2000 SQ39                | 24 settembre 2000 | LINEAR     |
| 165220 - | 2000 SZ40                | 24 settembre 2000 | LINEAR     |
| 165221 - | 2000 SP44                | 27 settembre 2000 | LINEAR     |
| 165222 - | 2000 SA45                | 26 settembre 2000 | NEAT       |
| 165223 - | 2000 SP48                | 23 settembre 2000 | LINEAR     |
| 165224 - | 2000 SE50                | 23 settembre 2000 | LINEAR     |
| 165225 - | 2000 SL57                | 24 settembre 2000 | LINEAR     |
| 165226 - | 2000 SE59                | 24 settembre 2000 | LINEAR     |
| 165227 - | 2000 SP62                | 24 settembre 2000 | LINEAR     |
| 165228 - | 2000 SY69                | 24 settembre 2000 | LINEAR     |
| 165229 - | 2000 SM79                | 24 settembre 2000 | LINEAR     |
| 165230 - | 2000 SH89                | 24 settembre 2000 | LINEAR     |
| 165231 - | 2000 SW94                | 23 settembre 2000 | LINEAR     |
| 165232 - | 2000 SH102               | 24 settembre 2000 | LINEAR     |
| 165233 - | 2000 SP102               | 24 settembre 2000 | LINEAR     |
| 165234 - | 2000 SP108               | 24 settembre 2000 | LINEAR     |
| 165235 - | 2000 SC110               | 24 settembre 2000 | LINEAR     |
| 165236 - | 2000 SQ113               | 24 settembre 2000 | LINEAR     |
| 165237 - | 2000 SQ115               | 24 settembre 2000 | LINEAR     |
| 165238 - | 2000 SS116               | 24 settembre 2000 | LINEAR     |
| 165239 - | 2000 SA119               | 24 settembre 2000 | LINEAR     |
| 165240 - | 2000 SB120               | 24 settembre 2000 | LINEAR     |
| 165241 - | 2000 SO133               | 23 settembre 2000 | LINEAR     |
| 165242 - | 2000 SS140               | 23 settembre 2000 | LINEAR     |
| 165243 - | 2000 ST147               | 24 settembre 2000 | LINEAR     |
| 165244 - | 2000 SG148               | 24 settembre 2000 | LINEAR     |
| 165245 - | 2000 SN148               | 24 settembre 2000 | LINEAR     |
| 165246 - | 2000 SW148               | 24 settembre 2000 | LINEAR     |
| 165247 - | 2000 SC151               | 24 settembre 2000 | LINEAR     |
| 165248 - | 2000 SD152               | 24 settembre 2000 | LINEAR     |
| 165249 - | 2000 SD154               | 24 settembre 2000 | LINEAR     |
| 165250 - | 2000 SD158               | 27 settembre 2000 | LINEAR     |
| 165251 - | 2000 SA176               | 28 settembre 2000 | LINEAR     |
| 165252 - | 2000 ST182               | 20 settembre 2000 | Spacewatch |
| 165253 - | 2000 ST193               | 24 settembre 2000 | LINEAR     |
| 165254 - | 2000 SC205               | 24 settembre 2000 | LINEAR     |
| 165255 - | 2000 SN206               | 24 settembre 2000 | LINEAR     |
| 165256 - | 2000 SQ206               | 24 settembre 2000 | LINEAR     |
| 165257 - | 2000 SY206               | 24 settembre 2000 | LINEAR     |
| 165258 - | 2000 SO208               | 25 settembre 2000 | LINEAR     |
| 165259 - | 2000 SM218               | 26 settembre 2000 | LINEAR     |
| 165260 - | 2000 SH220               | 26 settembre 2000 | LINEAR     |
| 165261 - | 2000 SA226               | 27 settembre 2000 | LINEAR     |
| 165262 - | 2000 SD228               | 28 settembre 2000 | LINEAR     |
| 165263 - | 2000 SN228               | 28 settembre 2000 | LINEAR     |
| 165264 - | 2000 SH236               | 24 settembre 2000 | LINEAR     |
| 165265 - | 2000 SW236               | 24 settembre 2000 | LINEAR     |
| 165266 - | 2000 SY240               | 27 settembre 2000 | LINEAR     |
| 165267 - | 2000 SO243               | 24 settembre 2000 | LINEAR     |
| 165268 - | 2000 ST250               | 24 settembre 2000 | LINEAR     |
| 165269 - | 2000 SE251               | 24 settembre 2000 | LINEAR     |
| 165270 - | 2000 SJ255               | 24 settembre 2000 | LINEAR     |
| 165271 - | 2000 SQ259               | 24 settembre 2000 | LINEAR     |
| 165272 - | 2000 SP264               | 26 settembre 2000 | LINEAR     |
| 165273 - | 2000 SM269               | 27 settembre 2000 | LINEAR     |
| 165274 - | 2000 SH271               | 27 settembre 2000 | LINEAR     |
| 165275 - | 2000 SP272               | 28 settembre 2000 | LINEAR     |
| 165276 - | 2000 SJ280               | 30 settembre 2000 | LINEAR     |
| 165277 - | 2000 ST298               | 28 settembre 2000 | LINEAR     |
| 165278 - | 2000 SG302               | 28 settembre 2000 | LINEAR     |
| 165279 - | 2000 SK304               | 30 settembre 2000 | LINEAR     |
| 165280 - | 2000 SO305               | 30 settembre 2000 | LINEAR     |
| 165281 - | 2000 SS326               | 29 settembre 2000 | Spacewatch |
| 165282 - | 2000 SW326               | 29 settembre 2000 | Spacewatch |
| 165283 - | 2000 ST327               | 30 settembre 2000 | LINEAR     |
| 165284 - | 2000 ST341               | 24 settembre 2000 | LINEAR     |
| 165285 - | 2000 SX341               | 24 settembre 2000 | Spacewatch |
| 165286 - | 2000 SS343               | 23 settembre 2000 | LINEAR     |
| 165287 - | 2000 SK353               | 30 settembre 2000 | LONEOS     |
| 165288 - | 2000 SN355               | 29 settembre 2000 | LONEOS     |
| 165289 - | 2000 SA356               | 29 settembre 2000 | LONEOS     |
| 165290 - | 2000 SV361               | 23 settembre 2000 | LONEOS     |
| 165291 - | 2000 SB365               | 21 settembre 2000 | LONEOS     |
| 165292 - | 2000 SZ367               | 24 settembre 2000 | LINEAR     |
| 165293 - | 2000 TU8                 | 1 ottobre 2000    | LINEAR     |
| 165294 - | 2000 TG15                | 1 ottobre 2000    | LINEAR     |
| 165295 - | 2000 TR15                | 1 ottobre 2000    | LINEAR     |
| 165296 - | 2000 TC23                | 1 ottobre 2000    | LINEAR     |
| 165297 - | 2000 TA36                | 6 ottobre 2000    | LONEOS     |
| 165298 - | 2000 TA40                | 1 ottobre 2000    | LINEAR     |
| 165299 - | 2000 TF47                | 1 ottobre 2000    | LONEOS     |
| 165300 - | 2000 TY66                | 2 ottobre 2000    | LINEAR     |

## 165301-165400
| Nome             | Designazione provvisoria | Data di scoperta | Scopritore  |
| ---------------- | ------------------------ | ---------------- | ----------- |
| 165301 -         | 2000 US3                 | 24 ottobre 2000  | LINEAR      |
| 165302 -         | 2000 UK10                | 24 ottobre 2000  | LINEAR      |
| 165303 -         | 2000 UO20                | 24 ottobre 2000  | LINEAR      |
| 165304 -         | 2000 UV20                | 24 ottobre 2000  | LINEAR      |
| 165305 -         | 2000 UO22                | 24 ottobre 2000  | LINEAR      |
| 165306 -         | 2000 US23                | 24 ottobre 2000  | LINEAR      |
| 165307 -         | 2000 UC25                | 24 ottobre 2000  | LINEAR      |
| 165308 -         | 2000 UY26                | 24 ottobre 2000  | LINEAR      |
| 165309 -         | 2000 UU28                | 30 ottobre 2000  | LINEAR      |
| 165310 -         | 2000 UP36                | 24 ottobre 2000  | LINEAR      |
| 165311 -         | 2000 UE46                | 24 ottobre 2000  | LINEAR      |
| 165312 -         | 2000 UH51                | 24 ottobre 2000  | LINEAR      |
| 165313 -         | 2000 US54                | 24 ottobre 2000  | LINEAR      |
| 165314 -         | 2000 UC57                | 25 ottobre 2000  | LINEAR      |
| 165315 -         | 2000 UT57                | 25 ottobre 2000  | LINEAR      |
| 165316 -         | 2000 UU65                | 25 ottobre 2000  | LINEAR      |
| 165317 -         | 2000 UT71                | 25 ottobre 2000  | LINEAR      |
| 165318 -         | 2000 UH72                | 25 ottobre 2000  | LINEAR      |
| 165319 -         | 2000 UJ72                | 25 ottobre 2000  | LINEAR      |
| 165320 -         | 2000 UX72                | 25 ottobre 2000  | LINEAR      |
| 165321 -         | 2000 UC74                | 27 ottobre 2000  | LINEAR      |
| 165322 -         | 2000 UN77                | 24 ottobre 2000  | LINEAR      |
| 165323 -         | 2000 UD78                | 24 ottobre 2000  | LINEAR      |
| 165324 -         | 2000 UK80                | 24 ottobre 2000  | LINEAR      |
| 165325 -         | 2000 UU87                | 31 ottobre 2000  | LINEAR      |
| 165326 -         | 2000 UB91                | 25 ottobre 2000  | LINEAR      |
| 165327 -         | 2000 UQ91                | 25 ottobre 2000  | LINEAR      |
| 165328 -         | 2000 UY92                | 25 ottobre 2000  | LINEAR      |
| 165329 -         | 2000 UV96                | 25 ottobre 2000  | LINEAR      |
| 165330 -         | 2000 UM105               | 29 ottobre 2000  | LINEAR      |
| 165331 -         | 2000 UX106               | 30 ottobre 2000  | LINEAR      |
| 165332 -         | 2000 VS                  | 1 novembre 2000  | Spacewatch  |
| 165333 -         | 2000 VT5                 | 1 novembre 2000  | LINEAR      |
| 165334 -         | 2000 VX6                 | 1 novembre 2000  | LINEAR      |
| 165335 -         | 2000 VZ11                | 1 novembre 2000  | LINEAR      |
| 165336 -         | 2000 VS15                | 1 novembre 2000  | LINEAR      |
| 165337 -         | 2000 VX16                | 1 novembre 2000  | LINEAR      |
| 165338 -         | 2000 VC17                | 1 novembre 2000  | LINEAR      |
| 165339 -         | 2000 VA18                | 1 novembre 2000  | LINEAR      |
| 165340 -         | 2000 VC24                | 1 novembre 2000  | LINEAR      |
| 165341 -         | 2000 VN30                | 1 novembre 2000  | LINEAR      |
| 165342 -         | 2000 VA31                | 1 novembre 2000  | LINEAR      |
| 165343 -         | 2000 VJ37                | 1 novembre 2000  | LINEAR      |
| 165344 -         | 2000 VB47                | 3 novembre 2000  | LINEAR      |
| 165345 -         | 2000 VF52                | 3 novembre 2000  | LINEAR      |
| 165346 -         | 2000 VH53                | 3 novembre 2000  | LINEAR      |
| 165347 Philplait | 2000 WG11                | 23 novembre 2000 | Medkeff, J. |
| 165348 -         | 2000 WO14                | 20 novembre 2000 | LINEAR      |
| 165349 -         | 2000 WL16                | 21 novembre 2000 | LINEAR      |
| 165350 -         | 2000 WW16                | 21 novembre 2000 | LINEAR      |
| 165351 -         | 2000 WY21                | 20 novembre 2000 | LINEAR      |
| 165352 -         | 2000 WQ26                | 25 novembre 2000 | LINEAR      |
| 165353 -         | 2000 WR48                | 21 novembre 2000 | LINEAR      |
| 165354 -         | 2000 WU48                | 21 novembre 2000 | LINEAR      |
| 165355 -         | 2000 WC58                | 21 novembre 2000 | LINEAR      |
| 165356 -         | 2000 WE69                | 19 novembre 2000 | LINEAR      |
| 165357 -         | 2000 WJ74                | 20 novembre 2000 | LINEAR      |
| 165358 -         | 2000 WV74                | 20 novembre 2000 | LINEAR      |
| 165359 -         | 2000 WS75                | 20 novembre 2000 | LINEAR      |
| 165360 -         | 2000 WA77                | 20 novembre 2000 | LINEAR      |
| 165361 -         | 2000 WZ87                | 20 novembre 2000 | LINEAR      |
| 165362 -         | 2000 WY90                | 21 novembre 2000 | LINEAR      |
| 165363 -         | 2000 WH91                | 21 novembre 2000 | LINEAR      |
| 165364 -         | 2000 WM96                | 21 novembre 2000 | LINEAR      |
| 165365 -         | 2000 WA102               | 26 novembre 2000 | LINEAR      |
| 165366 -         | 2000 WF104               | 27 novembre 2000 | LINEAR      |
| 165367 -         | 2000 WY104               | 25 novembre 2000 | Spacewatch  |
| 165368 -         | 2000 WH105               | 27 novembre 2000 | Spacewatch  |
| 165369 -         | 2000 WJ106               | 28 novembre 2000 | NEAT        |
| 165370 -         | 2000 WW110               | 20 novembre 2000 | LINEAR      |
| 165371 -         | 2000 WZ110               | 20 novembre 2000 | LINEAR      |
| 165372 -         | 2000 WT111               | 20 novembre 2000 | LINEAR      |
| 165373 -         | 2000 WV111               | 20 novembre 2000 | LINEAR      |
| 165374 -         | 2000 WB114               | 20 novembre 2000 | LINEAR      |
| 165375 -         | 2000 WL119               | 20 novembre 2000 | LINEAR      |
| 165376 -         | 2000 WD120               | 20 novembre 2000 | LINEAR      |
| 165377 -         | 2000 WR136               | 20 novembre 2000 | LINEAR      |
| 165378 -         | 2000 WN139               | 21 novembre 2000 | LINEAR      |
| 165379 -         | 2000 WA144               | 21 novembre 2000 | LINEAR      |
| 165380 -         | 2000 WF146               | 23 novembre 2000 | NEAT        |
| 165381 -         | 2000 WD156               | 30 novembre 2000 | LINEAR      |
| 165382 -         | 2000 WN156               | 30 novembre 2000 | LINEAR      |
| 165383 -         | 2000 WA173               | 25 novembre 2000 | LONEOS      |
| 165384 -         | 2000 WU175               | 26 novembre 2000 | Spacewatch  |
| 165385 -         | 2000 WY176               | 27 novembre 2000 | LINEAR      |
| 165386 -         | 2000 WC178               | 28 novembre 2000 | Spacewatch  |
| 165387 -         | 2000 WF187               | 18 novembre 2000 | LONEOS      |
| 165388 -         | 2000 WV187               | 16 novembre 2000 | LONEOS      |
| 165389 -         | 2000 WC188               | 16 novembre 2000 | LONEOS      |
| 165390 -         | 2000 XK2                 | 1 dicembre 2000  | Bohyunsan   |
| 165391 -         | 2000 XB4                 | 1 dicembre 2000  | LINEAR      |
| 165392 -         | 2000 XT5                 | 1 dicembre 2000  | LINEAR      |
| 165393 -         | 2000 XY11                | 4 dicembre 2000  | LINEAR      |
| 165394 -         | 2000 XC15                | 5 dicembre 2000  | LINEAR      |
| 165395 -         | 2000 XN16                | 1 dicembre 2000  | LINEAR      |
| 165396 -         | 2000 XX16                | 1 dicembre 2000  | LINEAR      |
| 165397 -         | 2000 XN18                | 4 dicembre 2000  | LINEAR      |
| 165398 -         | 2000 XE23                | 4 dicembre 2000  | LINEAR      |
| 165399 -         | 2000 XK28                | 4 dicembre 2000  | LINEAR      |
| 165400 -         | 2000 XK32                | 4 dicembre 2000  | LINEAR      |

## 165401-165500
| Nome     | Designazione provvisoria | Data di scoperta | Scopritore              |
| -------- | ------------------------ | ---------------- | ----------------------- |
| 165401 - | 2000 XA33                | 4 dicembre 2000  | LINEAR                  |
| 165402 - | 2000 XX34                | 4 dicembre 2000  | LINEAR                  |
| 165403 - | 2000 XM43                | 5 dicembre 2000  | LINEAR                  |
| 165404 - | 2000 XU44                | 8 dicembre 2000  | LINEAR                  |
| 165405 - | 2000 XB48                | 4 dicembre 2000  | LINEAR                  |
| 165406 - | 2000 XT53                | 14 dicembre 2000 | Jeon, Y.-B., Lee, B.-C. |
| 165407 - | 2000 YA10                | 20 dicembre 2000 | LINEAR                  |
| 165408 - | 2000 YV10                | 22 dicembre 2000 | LINEAR                  |
| 165409 - | 2000 YP15                | 26 dicembre 2000 | Spacewatch              |
| 165410 - | 2000 YN19                | 26 dicembre 2000 | Spacewatch              |
| 165411 - | 2000 YJ22                | 27 dicembre 2000 | Spacewatch              |
| 165412 - | 2000 YK24                | 28 dicembre 2000 | Spacewatch              |
| 165413 - | 2000 YD30                | 29 dicembre 2000 | NEAT                    |
| 165414 - | 2000 YW30                | 26 dicembre 2000 | Spacewatch              |
| 165415 - | 2000 YK35                | 30 dicembre 2000 | LINEAR                  |
| 165416 - | 2000 YF36                | 30 dicembre 2000 | LINEAR                  |
| 165417 - | 2000 YK36                | 30 dicembre 2000 | LINEAR                  |
| 165418 - | 2000 YH51                | 30 dicembre 2000 | LINEAR                  |
| 165419 - | 2000 YY52                | 30 dicembre 2000 | LINEAR                  |
| 165420 - | 2000 YH53                | 30 dicembre 2000 | LINEAR                  |
| 165421 - | 2000 YL53                | 30 dicembre 2000 | LINEAR                  |
| 165422 - | 2000 YQ53                | 30 dicembre 2000 | LINEAR                  |
| 165423 - | 2000 YB54                | 30 dicembre 2000 | LINEAR                  |
| 165424 - | 2000 YF59                | 30 dicembre 2000 | LINEAR                  |
| 165425 - | 2000 YK60                | 30 dicembre 2000 | LINEAR                  |
| 165426 - | 2000 YO60                | 30 dicembre 2000 | LINEAR                  |
| 165427 - | 2000 YF62                | 30 dicembre 2000 | LINEAR                  |
| 165428 - | 2000 YR62                | 30 dicembre 2000 | LINEAR                  |
| 165429 - | 2000 YW66                | 30 dicembre 2000 | Spacewatch              |
| 165430 - | 2000 YV69                | 30 dicembre 2000 | LINEAR                  |
| 165431 - | 2000 YQ71                | 30 dicembre 2000 | LINEAR                  |
| 165432 - | 2000 YA72                | 30 dicembre 2000 | LINEAR                  |
| 165433 - | 2000 YD72                | 30 dicembre 2000 | LINEAR                  |
| 165434 - | 2000 YC75                | 30 dicembre 2000 | LINEAR                  |
| 165435 - | 2000 YO77                | 30 dicembre 2000 | LINEAR                  |
| 165436 - | 2000 YD79                | 30 dicembre 2000 | LINEAR                  |
| 165437 - | 2000 YM86                | 30 dicembre 2000 | LINEAR                  |
| 165438 - | 2000 YG87                | 30 dicembre 2000 | LINEAR                  |
| 165439 - | 2000 YK87                | 30 dicembre 2000 | LINEAR                  |
| 165440 - | 2000 YD92                | 30 dicembre 2000 | LINEAR                  |
| 165441 - | 2000 YY95                | 30 dicembre 2000 | LINEAR                  |
| 165442 - | 2000 YA99                | 30 dicembre 2000 | LINEAR                  |
| 165443 - | 2000 YA102               | 28 dicembre 2000 | LINEAR                  |
| 165444 - | 2000 YK104               | 28 dicembre 2000 | LINEAR                  |
| 165445 - | 2000 YM106               | 30 dicembre 2000 | LINEAR                  |
| 165446 - | 2000 YG108               | 30 dicembre 2000 | LINEAR                  |
| 165447 - | 2000 YV108               | 30 dicembre 2000 | LINEAR                  |
| 165448 - | 2000 YN111               | 30 dicembre 2000 | LINEAR                  |
| 165449 - | 2000 YR111               | 30 dicembre 2000 | LINEAR                  |
| 165450 - | 2000 YB114               | 30 dicembre 2000 | LINEAR                  |
| 165451 - | 2000 YN115               | 30 dicembre 2000 | LINEAR                  |
| 165452 - | 2000 YA116               | 30 dicembre 2000 | LINEAR                  |
| 165453 - | 2000 YC118               | 30 dicembre 2000 | LINEAR                  |
| 165454 - | 2000 YT119               | 17 dicembre 2000 | Spacewatch              |
| 165455 - | 2000 YU119               | 17 dicembre 2000 | Spacewatch              |
| 165456 - | 2000 YL125               | 29 dicembre 2000 | LONEOS                  |
| 165457 - | 2000 YE127               | 29 dicembre 2000 | Spacewatch              |
| 165458 - | 2000 YV129               | 30 dicembre 2000 | LINEAR                  |
| 165459 - | 2000 YC131               | 30 dicembre 2000 | LINEAR                  |
| 165460 - | 2000 YE134               | 31 dicembre 2000 | Spacewatch              |
| 165461 - | 2000 YD137               | 23 dicembre 2000 | LINEAR                  |
| 165462 - | 2001 AY2                 | 2 gennaio 2001   | Spacewatch              |
| 165463 - | 2001 AK11                | 2 gennaio 2001   | LINEAR                  |
| 165464 - | 2001 AY19                | 4 gennaio 2001   | LINEAR                  |
| 165465 - | 2001 AS20                | 3 gennaio 2001   | LINEAR                  |
| 165466 - | 2001 AF28                | 5 gennaio 2001   | LINEAR                  |
| 165467 - | 2001 AA29                | 4 gennaio 2001   | LINEAR                  |
| 165468 - | 2001 AC29                | 4 gennaio 2001   | LINEAR                  |
| 165469 - | 2001 AL32                | 4 gennaio 2001   | LINEAR                  |
| 165470 - | 2001 AC35                | 5 gennaio 2001   | LINEAR                  |
| 165471 - | 2001 AP35                | 5 gennaio 2001   | LINEAR                  |
| 165472 - | 2001 AC36                | 5 gennaio 2001   | LINEAR                  |
| 165473 - | 2001 AX37                | 5 gennaio 2001   | LINEAR                  |
| 165474 - | 2001 AR39                | 3 gennaio 2001   | LINEAR                  |
| 165475 - | 2001 AZ39                | 3 gennaio 2001   | LONEOS                  |
| 165476 - | 2001 AQ40                | 3 gennaio 2001   | LONEOS                  |
| 165477 - | 2001 AP44                | 15 gennaio 2001  | Kobayashi, T.           |
| 165478 - | 2001 AQ46                | 15 gennaio 2001  | LINEAR                  |
| 165479 - | 2001 AK49                | 15 gennaio 2001  | LINEAR                  |
| 165480 - | 2001 AJ50                | 14 gennaio 2001  | Spacewatch              |
| 165481 - | 2001 AX50                | 15 gennaio 2001  | Spacewatch              |
| 165482 - | 2001 BC                  | 17 gennaio 2001  | Kobayashi, T.           |
| 165483 - | 2001 BZ12                | 19 gennaio 2001  | LINEAR                  |
| 165484 - | 2001 BO19                | 19 gennaio 2001  | LINEAR                  |
| 165485 - | 2001 BU19                | 19 gennaio 2001  | LINEAR                  |
| 165486 - | 2001 BR20                | 19 gennaio 2001  | LINEAR                  |
| 165487 - | 2001 BS20                | 19 gennaio 2001  | LINEAR                  |
| 165488 - | 2001 BK22                | 20 gennaio 2001  | LINEAR                  |
| 165489 - | 2001 BQ23                | 20 gennaio 2001  | LINEAR                  |
| 165490 - | 2001 BQ28                | 20 gennaio 2001  | LINEAR                  |
| 165491 - | 2001 BA31                | 20 gennaio 2001  | LINEAR                  |
| 165492 - | 2001 BL31                | 20 gennaio 2001  | LINEAR                  |
| 165493 - | 2001 BP32                | 20 gennaio 2001  | LINEAR                  |
| 165494 - | 2001 BD42                | 25 gennaio 2001  | LINEAR                  |
| 165495 - | 2001 BY47                | 21 gennaio 2001  | LINEAR                  |
| 165496 - | 2001 BH49                | 21 gennaio 2001  | LINEAR                  |
| 165497 - | 2001 BC53                | 17 gennaio 2001  | NEAT                    |
| 165498 - | 2001 BH53                | 17 gennaio 2001  | NEAT                    |
| 165499 - | 2001 BN53                | 17 gennaio 2001  | NEAT                    |
| 165500 - | 2001 BC57                | 19 gennaio 2001  | NEAT                    |

## 165501-165600
| Nome          | Designazione provvisoria | Data di scoperta | Scopritore    |
| ------------- | ------------------------ | ---------------- | ------------- |
| 165501 -      | 2001 BH65                | 26 gennaio 2001  | LINEAR        |
| 165502 -      | 2001 BY67                | 31 gennaio 2001  | LINEAR        |
| 165503 -      | 2001 BF69                | 31 gennaio 2001  | LINEAR        |
| 165504 -      | 2001 BS72                | 27 gennaio 2001  | NEAT          |
| 165505 -      | 2001 BV76                | 26 gennaio 2001  | LINEAR        |
| 165506 -      | 2001 BN79                | 21 gennaio 2001  | LINEAR        |
| 165507 -      | 2001 CO1                 | 1 febbraio 2001  | LINEAR        |
| 165508 -      | 2001 CA3                 | 1 febbraio 2001  | LINEAR        |
| 165509 -      | 2001 CO4                 | 1 febbraio 2001  | LINEAR        |
| 165510 -      | 2001 CF5                 | 1 febbraio 2001  | LINEAR        |
| 165511 -      | 2001 CN6                 | 1 febbraio 2001  | LINEAR        |
| 165512 -      | 2001 CQ6                 | 1 febbraio 2001  | LINEAR        |
| 165513 -      | 2001 CT8                 | 1 febbraio 2001  | LINEAR        |
| 165514 -      | 2001 CA11                | 1 febbraio 2001  | LINEAR        |
| 165515 -      | 2001 CH11                | 1 febbraio 2001  | LINEAR        |
| 165516 -      | 2001 CA14                | 1 febbraio 2001  | LINEAR        |
| 165517 -      | 2001 CZ14                | 1 febbraio 2001  | LINEAR        |
| 165518 -      | 2001 CT16                | 1 febbraio 2001  | LINEAR        |
| 165519 -      | 2001 CV17                | 1 febbraio 2001  | LINEAR        |
| 165520 -      | 2001 CX18                | 2 febbraio 2001  | LINEAR        |
| 165521 -      | 2001 CC19                | 2 febbraio 2001  | LINEAR        |
| 165522 -      | 2001 CD20                | 3 febbraio 2001  | LINEAR        |
| 165523 -      | 2001 CF20                | 3 febbraio 2001  | LINEAR        |
| 165524 -      | 2001 CM22                | 1 febbraio 2001  | LONEOS        |
| 165525 -      | 2001 CK23                | 1 febbraio 2001  | LONEOS        |
| 165526 -      | 2001 CQ23                | 1 febbraio 2001  | LONEOS        |
| 165527 -      | 2001 CY23                | 1 febbraio 2001  | LONEOS        |
| 165528 -      | 2001 CK28                | 2 febbraio 2001  | LONEOS        |
| 165529 -      | 2001 CE33                | 13 febbraio 2001 | LINEAR        |
| 165530 -      | 2001 CG33                | 13 febbraio 2001 | LINEAR        |
| 165531 -      | 2001 CD37                | 15 febbraio 2001 | Tenagra II    |
| 165532 -      | 2001 CG40                | 13 febbraio 2001 | LINEAR        |
| 165533 -      | 2001 CB47                | 13 febbraio 2001 | Spacewatch    |
| 165534 -      | 2001 CC47                | 13 febbraio 2001 | Spacewatch    |
| 165535 -      | 2001 DZ                  | 16 febbraio 2001 | Tenagra II    |
| 165536 -      | 2001 DC6                 | 16 febbraio 2001 | LINEAR        |
| 165537 -      | 2001 DN9                 | 16 febbraio 2001 | LINEAR        |
| 165538 -      | 2001 DV9                 | 16 febbraio 2001 | LINEAR        |
| 165539 -      | 2001 DQ14                | 17 febbraio 2001 | Tenagra II    |
| 165540 -      | 2001 DV19                | 16 febbraio 2001 | LINEAR        |
| 165541 -      | 2001 DS20                | 16 febbraio 2001 | LINEAR        |
| 165542 -      | 2001 DY22                | 17 febbraio 2001 | LINEAR        |
| 165543 -      | 2001 DK29                | 17 febbraio 2001 | LINEAR        |
| 165544 -      | 2001 DE30                | 17 febbraio 2001 | LINEAR        |
| 165545 -      | 2001 DE36                | 19 febbraio 2001 | LINEAR        |
| 165546 -      | 2001 DL36                | 19 febbraio 2001 | LINEAR        |
| 165547 -      | 2001 DM37                | 19 febbraio 2001 | LINEAR        |
| 165548 -      | 2001 DO37                | 19 febbraio 2001 | LINEAR        |
| 165549 -      | 2001 DM39                | 19 febbraio 2001 | LINEAR        |
| 165550 -      | 2001 DH40                | 19 febbraio 2001 | LINEAR        |
| 165551 -      | 2001 DZ40                | 19 febbraio 2001 | LINEAR        |
| 165552 -      | 2001 DS42                | 19 febbraio 2001 | LINEAR        |
| 165553 -      | 2001 DZ43                | 19 febbraio 2001 | LINEAR        |
| 165554 -      | 2001 DA44                | 19 febbraio 2001 | LINEAR        |
| 165555 -      | 2001 DD44                | 19 febbraio 2001 | LINEAR        |
| 165556 -      | 2001 DO45                | 19 febbraio 2001 | LINEAR        |
| 165557 -      | 2001 DR46                | 19 febbraio 2001 | LINEAR        |
| 165558 -      | 2001 DN47                | 17 febbraio 2001 | Spacewatch    |
| 165559 -      | 2001 DL48                | 16 febbraio 2001 | LINEAR        |
| 165560 -      | 2001 DJ51                | 16 febbraio 2001 | LINEAR        |
| 165561 -      | 2001 DV52                | 17 febbraio 2001 | LINEAR        |
| 165562 -      | 2001 DD57                | 16 febbraio 2001 | Spacewatch    |
| 165563 -      | 2001 DK57                | 16 febbraio 2001 | Spacewatch    |
| 165564 -      | 2001 DF62                | 19 febbraio 2001 | LINEAR        |
| 165565 -      | 2001 DL66                | 19 febbraio 2001 | LINEAR        |
| 165566 -      | 2001 DA81                | 26 febbraio 2001 | Kobayashi, T. |
| 165567 -      | 2001 DU82                | 22 febbraio 2001 | Spacewatch    |
| 165568 -      | 2001 DG83                | 22 febbraio 2001 | Spacewatch    |
| 165569 -      | 2001 DG91                | 20 febbraio 2001 | LINEAR        |
| 165570 -      | 2001 DX91                | 20 febbraio 2001 | Spacewatch    |
| 165571 -      | 2001 DE92                | 20 febbraio 2001 | Spacewatch    |
| 165572 -      | 2001 DL97                | 17 febbraio 2001 | LINEAR        |
| 165573 -      | 2001 DE102               | 16 febbraio 2001 | LINEAR        |
| 165574 Deidre | 2001 DH105               | 16 febbraio 2001 | LONEOS        |
| 165575 -      | 2001 DR107               | 20 febbraio 2001 | Spacewatch    |
| 165576 -      | 2001 DC108               | 16 febbraio 2001 | LONEOS        |
| 165577 -      | 2001 EA                  | 2 marzo 2001     | NEAT          |
| 165578 -      | 2001 EZ2                 | 3 marzo 2001     | Spacewatch    |
| 165579 -      | 2001 EA4                 | 2 marzo 2001     | LONEOS        |
| 165580 -      | 2001 ES9                 | 2 marzo 2001     | LONEOS        |
| 165581 -      | 2001 ER14                | 15 marzo 2001    | LINEAR        |
| 165582 -      | 2001 EA17                | 3 marzo 2001     | LINEAR        |
| 165583 -      | 2001 EF22                | 15 marzo 2001    | LONEOS        |
| 165584 -      | 2001 EX22                | 15 marzo 2001    | Spacewatch    |
| 165585 -      | 2001 EY22                | 15 marzo 2001    | Spacewatch    |
| 165586 -      | 2001 FH8                 | 18 marzo 2001    | LINEAR        |
| 165587 -      | 2001 FW9                 | 20 marzo 2001    | Hug, G.       |
| 165588 -      | 2001 FG18                | 19 marzo 2001    | LONEOS        |
| 165589 -      | 2001 FQ22                | 21 marzo 2001    | LONEOS        |
| 165590 -      | 2001 FY23                | 19 marzo 2001    | LINEAR        |
| 165591 -      | 2001 FU28                | 19 marzo 2001    | LINEAR        |
| 165592 -      | 2001 FJ30                | 20 marzo 2001    | NEAT          |
| 165593 -      | 2001 FU31                | 22 marzo 2001    | Spacewatch    |
| 165594 -      | 2001 FT40                | 18 marzo 2001    | LINEAR        |
| 165595 -      | 2001 FV40                | 18 marzo 2001    | LINEAR        |
| 165596 -      | 2001 FA41                | 18 marzo 2001    | LINEAR        |
| 165597 -      | 2001 FL43                | 18 marzo 2001    | LINEAR        |
| 165598 -      | 2001 FB46                | 18 marzo 2001    | LINEAR        |
| 165599 -      | 2001 FT47                | 18 marzo 2001    | LINEAR        |
| 165600 -      | 2001 FW49                | 18 marzo 2001    | LINEAR        |

## 165601-165700
| Nome                | Designazione provvisoria | Data di scoperta | Scopritore                 |
| ------------------- | ------------------------ | ---------------- | -------------------------- |
| 165601 -            | 2001 FK51                | 18 marzo 2001    | LINEAR                     |
| 165602 -            | 2001 FH55                | 21 marzo 2001    | LINEAR                     |
| 165603 -            | 2001 FM57                | 23 marzo 2001    | NEAT                       |
| 165604 -            | 2001 FC59                | 19 marzo 2001    | LINEAR                     |
| 165605 -            | 2001 FQ61                | 19 marzo 2001    | LINEAR                     |
| 165606 -            | 2001 FJ64                | 19 marzo 2001    | LINEAR                     |
| 165607 -            | 2001 FS66                | 19 marzo 2001    | LINEAR                     |
| 165608 -            | 2001 FX67                | 19 marzo 2001    | LINEAR                     |
| 165609 -            | 2001 FN69                | 19 marzo 2001    | LINEAR                     |
| 165610 -            | 2001 FU82                | 23 marzo 2001    | LINEAR                     |
| 165611 -            | 2001 FC84                | 26 marzo 2001    | Spacewatch                 |
| 165612 Stackpole    | 2001 FP86                | 23 marzo 2001    | Healy, D.                  |
| 165613 -            | 2001 FH89                | 27 marzo 2001    | Spacewatch                 |
| 165614 -            | 2001 FC96                | 16 marzo 2001    | LINEAR                     |
| 165615 -            | 2001 FD99                | 16 marzo 2001    | LINEAR                     |
| 165616 -            | 2001 FF102               | 17 marzo 2001    | LINEAR                     |
| 165617 -            | 2001 FS102               | 18 marzo 2001    | Spacewatch                 |
| 165618 -            | 2001 FE106               | 18 marzo 2001    | LONEOS                     |
| 165619 -            | 2001 FA107               | 18 marzo 2001    | LONEOS                     |
| 165620 -            | 2001 FF109               | 18 marzo 2001    | LINEAR                     |
| 165621 -            | 2001 FU109               | 18 marzo 2001    | LINEAR                     |
| 165622 -            | 2001 FZ109               | 18 marzo 2001    | LINEAR                     |
| 165623 -            | 2001 FZ113               | 19 marzo 2001    | LONEOS                     |
| 165624 -            | 2001 FQ128               | 19 marzo 2001    | Pauwels, T.                |
| 165625 -            | 2001 FA130               | 29 marzo 2001    | LINEAR                     |
| 165626 -            | 2001 FX135               | 21 marzo 2001    | LINEAR                     |
| 165627 -            | 2001 FZ142               | 23 marzo 2001    | NEAT                       |
| 165628 -            | 2001 FT146               | 24 marzo 2001    | LONEOS                     |
| 165629 -            | 2001 FL151               | 24 marzo 2001    | NEAT                       |
| 165630 -            | 2001 FC156               | 26 marzo 2001    | NEAT                       |
| 165631 -            | 2001 FM160               | 29 marzo 2001    | NEAT                       |
| 165632 -            | 2001 FF163               | 18 marzo 2001    | LINEAR                     |
| 165633 -            | 2001 FR167               | 19 marzo 2001    | LONEOS                     |
| 165634 -            | 2001 FA171               | 24 marzo 2001    | LONEOS                     |
| 165635 -            | 2001 FC176               | 16 marzo 2001    | LINEAR                     |
| 165636 -            | 2001 FL180               | 20 marzo 2001    | Spacewatch                 |
| 165637 -            | 2001 FA188               | 21 marzo 2001    | Spacewatch                 |
| 165638 -            | 2001 FH192               | 21 marzo 2001    | NEAT                       |
| 165639 -            | 2001 GO3                 | 15 aprile 2001   | LINEAR                     |
| 165640 -            | 2001 GO5                 | 15 aprile 2001   | Spacewatch                 |
| 165641 -            | 2001 GG10                | 15 aprile 2001   | NEAT                       |
| 165642 -            | 2001 GJ11                | 15 aprile 2001   | LINEAR                     |
| 165643 -            | 2001 GK11                | 15 aprile 2001   | LINEAR                     |
| 165644 -            | 2001 HB2                 | 17 aprile 2001   | LINEAR                     |
| 165645 -            | 2001 HX17                | 24 aprile 2001   | Spacewatch                 |
| 165646 -            | 2001 HP19                | 24 aprile 2001   | Spacewatch                 |
| 165647 -            | 2001 HL24                | 27 aprile 2001   | Spacewatch                 |
| 165648 -            | 2001 HM25                | 26 aprile 2001   | Spacewatch                 |
| 165649 -            | 2001 HC33                | 27 aprile 2001   | LINEAR                     |
| 165650 -            | 2001 HN36                | 29 aprile 2001   | LINEAR                     |
| 165651 -            | 2001 HG42                | 16 aprile 2001   | LINEAR                     |
| 165652 -            | 2001 HH44                | 16 aprile 2001   | LONEOS                     |
| 165653 -            | 2001 JP3                 | 15 maggio 2001   | NEAT                       |
| 165654 -            | 2001 JE11                | 2 maggio 2001    | Spacewatch                 |
| 165655 -            | 2001 KB2                 | 19 maggio 2001   | Kušnirák, P., Pravec, P.   |
| 165656 -            | 2001 KN16                | 18 maggio 2001   | LINEAR                     |
| 165657 -            | 2001 KA18                | 20 maggio 2001   | Bickel, W.                 |
| 165658 -            | 2001 LX5                 | 12 giugno 2001   | Spacewatch                 |
| 165659 Michaelhicks | 2001 LZ6                 | 15 giugno 2001   | NEAT                       |
| 165660 -            | 2001 LE18                | 15 giugno 2001   | NEAT                       |
| 165661 -            | 2001 MJ1                 | 16 giugno 2001   | NEAT                       |
| 165662 -            | 2001 MS29                | 27 giugno 2001   | LONEOS                     |
| 165663 -            | 2001 MT29                | 27 giugno 2001   | NEAT                       |
| 165664 -            | 2001 MO30                | 30 giugno 2001   | NEAT                       |
| 165665 -            | 2001 MJ31                | 16 giugno 2001   | LONEOS                     |
| 165666 -            | 2001 NF1                 | 12 luglio 2001   | NEAT                       |
| 165667 -            | 2001 NO7                 | 13 luglio 2001   | NEAT                       |
| 165668 -            | 2001 NG12                | 13 luglio 2001   | NEAT                       |
| 165669 -            | 2001 NT16                | 14 luglio 2001   | NEAT                       |
| 165670 -            | 2001 NH20                | 13 luglio 2001   | NEAT                       |
| 165671 -            | 2001 OA1                 | 17 luglio 2001   | NEAT                       |
| 165672 -            | 2001 ON1                 | 18 luglio 2001   | NEAT                       |
| 165673 -            | 2001 OJ15                | 18 luglio 2001   | NEAT                       |
| 165674 -            | 2001 OV24                | 16 luglio 2001   | LONEOS                     |
| 165675 -            | 2001 OD29                | 18 luglio 2001   | NEAT                       |
| 165676 -            | 2001 OG41                | 21 luglio 2001   | NEAT                       |
| 165677 -            | 2001 OG42                | 22 luglio 2001   | NEAT                       |
| 165678 -            | 2001 OA51                | 21 luglio 2001   | NEAT                       |
| 165679 -            | 2001 OU52                | 21 luglio 2001   | NEAT                       |
| 165680 -            | 2001 OY58                | 21 luglio 2001   | NEAT                       |
| 165681 -            | 2001 OO64                | 24 luglio 2001   | NEAT                       |
| 165682 -            | 2001 OY65                | 22 luglio 2001   | LINEAR                     |
| 165683 -            | 2001 OK68                | 16 luglio 2001   | LONEOS                     |
| 165684 -            | 2001 OD71                | 20 luglio 2001   | NEAT                       |
| 165685 -            | 2001 OA74                | 27 luglio 2001   | Nacogdoches                |
| 165686 -            | 2001 OY75                | 27 luglio 2001   | NEAT                       |
| 165687 -            | 2001 OV81                | 26 luglio 2001   | NEAT                       |
| 165688 -            | 2001 OU87                | 30 luglio 2001   | NEAT                       |
| 165689 -            | 2001 PY1                 | 8 agosto 2001    | NEAT                       |
| 165690 -            | 2001 PA3                 | 3 agosto 2001    | NEAT                       |
| 165691 -            | 2001 PM6                 | 10 agosto 2001   | NEAT                       |
| 165692 -            | 2001 PS16                | 9 agosto 2001    | NEAT                       |
| 165693 -            | 2001 PC18                | 9 agosto 2001    | NEAT                       |
| 165694 -            | 2001 PQ28                | 14 agosto 2001   | Tombelli, M., Boattini, A. |
| 165695 -            | 2001 PT32                | 10 agosto 2001   | NEAT                       |
| 165696 -            | 2001 PQ34                | 10 agosto 2001   | NEAT                       |
| 165697 -            | 2001 PR34                | 10 agosto 2001   | NEAT                       |
| 165698 -            | 2001 PA44                | 15 agosto 2001   | NEAT                       |
| 165699 -            | 2001 PD44                | 15 agosto 2001   | NEAT                       |
| 165700 -            | 2001 PQ44                | 15 agosto 2001   | NEAT                       |

## 165701-165800
| Nome     | Designazione provvisoria | Data di scoperta  | Scopritore                  |
| -------- | ------------------------ | ----------------- | --------------------------- |
| 165701 - | 2001 PN46                | 12 agosto 2001    | NEAT                        |
| 165702 - | 2001 PA59                | 14 agosto 2001    | NEAT                        |
| 165703 - | 2001 PH60                | 13 agosto 2001    | NEAT                        |
| 165704 - | 2001 PD61                | 13 agosto 2001    | NEAT                        |
| 165705 - | 2001 PP61                | 13 agosto 2001    | NEAT                        |
| 165706 - | 2001 PW64                | 1 agosto 2001     | NEAT                        |
| 165707 - | 2001 PQ65                | 13 agosto 2001    | NEAT                        |
| 165708 - | 2001 PB66                | 15 agosto 2001    | NEAT                        |
| 165709 - | 2001 PD67                | 9 agosto 2001     | NEAT                        |
| 165710 - | 2001 QC1                 | 16 agosto 2001    | LINEAR                      |
| 165711 - | 2001 QY19                | 16 agosto 2001    | LINEAR                      |
| 165712 - | 2001 QV33                | 17 agosto 2001    | Kušnirák, P., Babiaková, U. |
| 165713 - | 2001 QF35                | 16 agosto 2001    | LINEAR                      |
| 165714 - | 2001 QR36                | 16 agosto 2001    | LINEAR                      |
| 165715 - | 2001 QP39                | 16 agosto 2001    | LINEAR                      |
| 165716 - | 2001 QN42                | 16 agosto 2001    | LINEAR                      |
| 165717 - | 2001 QR45                | 16 agosto 2001    | LINEAR                      |
| 165718 - | 2001 QV53                | 16 agosto 2001    | LINEAR                      |
| 165719 - | 2001 QB56                | 16 agosto 2001    | LINEAR                      |
| 165720 - | 2001 QX59                | 18 agosto 2001    | LINEAR                      |
| 165721 - | 2001 QZ63                | 16 agosto 2001    | LINEAR                      |
| 165722 - | 2001 QP68                | 20 agosto 2001    | Wolfe, C.                   |
| 165723 - | 2001 QZ81                | 17 agosto 2001    | LINEAR                      |
| 165724 - | 2001 QC101               | 20 agosto 2001    | NEAT                        |
| 165725 - | 2001 QJ101               | 18 agosto 2001    | LINEAR                      |
| 165726 - | 2001 QC106               | 18 agosto 2001    | LONEOS                      |
| 165727 - | 2001 QG106               | 18 agosto 2001    | LONEOS                      |
| 165728 - | 2001 QV106               | 22 agosto 2001    | LINEAR                      |
| 165729 - | 2001 QW106               | 22 agosto 2001    | LINEAR                      |
| 165730 - | 2001 QP124               | 19 agosto 2001    | LINEAR                      |
| 165731 - | 2001 QA125               | 19 agosto 2001    | LINEAR                      |
| 165732 - | 2001 QU126               | 20 agosto 2001    | LINEAR                      |
| 165733 - | 2001 QE127               | 20 agosto 2001    | LINEAR                      |
| 165734 - | 2001 QC128               | 20 agosto 2001    | LINEAR                      |
| 165735 - | 2001 QQ128               | 20 agosto 2001    | LINEAR                      |
| 165736 - | 2001 QQ131               | 20 agosto 2001    | LINEAR                      |
| 165737 - | 2001 QE134               | 21 agosto 2001    | LINEAR                      |
| 165738 - | 2001 QT154               | 23 agosto 2001    | LONEOS                      |
| 165739 - | 2001 QQ158               | 23 agosto 2001    | LONEOS                      |
| 165740 - | 2001 QH161               | 23 agosto 2001    | LONEOS                      |
| 165741 - | 2001 QS161               | 23 agosto 2001    | LONEOS                      |
| 165742 - | 2001 QO162               | 23 agosto 2001    | LONEOS                      |
| 165743 - | 2001 QS164               | 22 agosto 2001    | NEAT                        |
| 165744 - | 2001 QG167               | 24 agosto 2001    | NEAT                        |
| 165745 - | 2001 QV168               | 26 agosto 2001    | NEAT                        |
| 165746 - | 2001 QH171               | 25 agosto 2001    | LINEAR                      |
| 165747 - | 2001 QT184               | 21 agosto 2001    | LINEAR                      |
| 165748 - | 2001 QR186               | 21 agosto 2001    | Spacewatch                  |
| 165749 - | 2001 QT187               | 21 agosto 2001    | NEAT                        |
| 165750 - | 2001 QO189               | 22 agosto 2001    | LINEAR                      |
| 165751 - | 2001 QA191               | 22 agosto 2001    | LINEAR                      |
| 165752 - | 2001 QF202               | 23 agosto 2001    | LONEOS                      |
| 165753 - | 2001 QM202               | 23 agosto 2001    | LONEOS                      |
| 165754 - | 2001 QZ202               | 23 agosto 2001    | LONEOS                      |
| 165755 - | 2001 QK207               | 23 agosto 2001    | LONEOS                      |
| 165756 - | 2001 QT208               | 23 agosto 2001    | LONEOS                      |
| 165757 - | 2001 QV209               | 23 agosto 2001    | LONEOS                      |
| 165758 - | 2001 QR217               | 23 agosto 2001    | LONEOS                      |
| 165759 - | 2001 QU227               | 24 agosto 2001    | LONEOS                      |
| 165760 - | 2001 QA228               | 24 agosto 2001    | LONEOS                      |
| 165761 - | 2001 QD228               | 24 agosto 2001    | LONEOS                      |
| 165762 - | 2001 QL228               | 24 agosto 2001    | LONEOS                      |
| 165763 - | 2001 QV229               | 24 agosto 2001    | LONEOS                      |
| 165764 - | 2001 QO232               | 24 agosto 2001    | LINEAR                      |
| 165765 - | 2001 QW236               | 24 agosto 2001    | LINEAR                      |
| 165766 - | 2001 QA241               | 24 agosto 2001    | LINEAR                      |
| 165767 - | 2001 QC241               | 24 agosto 2001    | LINEAR                      |
| 165768 - | 2001 QO243               | 24 agosto 2001    | LINEAR                      |
| 165769 - | 2001 QJ244               | 24 agosto 2001    | LINEAR                      |
| 165770 - | 2001 QC250               | 24 agosto 2001    | NEAT                        |
| 165771 - | 2001 QS250               | 24 agosto 2001    | NEAT                        |
| 165772 - | 2001 QL251               | 25 agosto 2001    | LINEAR                      |
| 165773 - | 2001 QC255               | 25 agosto 2001    | LONEOS                      |
| 165774 - | 2001 QE255               | 25 agosto 2001    | LINEAR                      |
| 165775 - | 2001 QE262               | 25 agosto 2001    | LINEAR                      |
| 165776 - | 2001 QD265               | 26 agosto 2001    | LINEAR                      |
| 165777 - | 2001 QG265               | 26 agosto 2001    | LONEOS                      |
| 165778 - | 2001 QN266               | 20 agosto 2001    | LINEAR                      |
| 165779 - | 2001 QB268               | 20 agosto 2001    | LINEAR                      |
| 165780 - | 2001 QP279               | 19 agosto 2001    | LINEAR                      |
| 165781 - | 2001 QE283               | 18 agosto 2001    | NEAT                        |
| 165782 - | 2001 QO330               | 27 agosto 2001    | LONEOS                      |
| 165783 - | 2001 RQ1                 | 7 settembre 2001  | LINEAR                      |
| 165784 - | 2001 RN5                 | 9 settembre 2001  | Yeung, W. K. Y.             |
| 165785 - | 2001 RT5                 | 9 settembre 2001  | Yeung, W. K. Y.             |
| 165786 - | 2001 RW5                 | 9 settembre 2001  | Yeung, W. K. Y.             |
| 165787 - | 2001 RU9                 | 10 settembre 2001 | LINEAR                      |
| 165788 - | 2001 RV19                | 7 settembre 2001  | LINEAR                      |
| 165789 - | 2001 RZ20                | 7 settembre 2001  | LINEAR                      |
| 165790 - | 2001 RA28                | 7 settembre 2001  | LINEAR                      |
| 165791 - | 2001 RN29                | 7 settembre 2001  | LINEAR                      |
| 165792 - | 2001 RN33                | 8 settembre 2001  | LINEAR                      |
| 165793 - | 2001 RQ33                | 8 settembre 2001  | LINEAR                      |
| 165794 - | 2001 RX34                | 8 settembre 2001  | LINEAR                      |
| 165795 - | 2001 RG36                | 8 settembre 2001  | LINEAR                      |
| 165796 - | 2001 RL36                | 8 settembre 2001  | LINEAR                      |
| 165797 - | 2001 RK37                | 8 settembre 2001  | LINEAR                      |
| 165798 - | 2001 RU41                | 11 settembre 2001 | LINEAR                      |
| 165799 - | 2001 RJ48                | 11 settembre 2001 | Yeung, W. K. Y.             |
| 165800 - | 2001 RJ50                | 10 settembre 2001 | LINEAR                      |

## 165801-165900
| Nome     | Designazione provvisoria | Data di scoperta  | Scopritore |
| -------- | ------------------------ | ----------------- | ---------- |
| 165801 - | 2001 RO52                | 12 settembre 2001 | LINEAR     |
| 165802 - | 2001 RN54                | 12 settembre 2001 | LINEAR     |
| 165803 - | 2001 RN55                | 12 settembre 2001 | LINEAR     |
| 165804 - | 2001 RZ57                | 12 settembre 2001 | LINEAR     |
| 165805 - | 2001 RB58                | 12 settembre 2001 | LINEAR     |
| 165806 - | 2001 RC60                | 12 settembre 2001 | LINEAR     |
| 165807 - | 2001 RS62                | 12 settembre 2001 | LINEAR     |
| 165808 - | 2001 RO66                | 10 settembre 2001 | LINEAR     |
| 165809 - | 2001 RK78                | 10 settembre 2001 | LINEAR     |
| 165810 - | 2001 RW79                | 12 settembre 2001 | LINEAR     |
| 165811 - | 2001 RH81                | 14 settembre 2001 | NEAT       |
| 165812 - | 2001 RE84                | 11 settembre 2001 | LONEOS     |
| 165813 - | 2001 RJ87                | 11 settembre 2001 | LONEOS     |
| 165814 - | 2001 RY96                | 12 settembre 2001 | Spacewatch |
| 165815 - | 2001 RF100               | 12 settembre 2001 | LINEAR     |
| 165816 - | 2001 RU100               | 12 settembre 2001 | LINEAR     |
| 165817 - | 2001 RU101               | 12 settembre 2001 | LINEAR     |
| 165818 - | 2001 RE102               | 12 settembre 2001 | LINEAR     |
| 165819 - | 2001 RT108               | 12 settembre 2001 | LINEAR     |
| 165820 - | 2001 RF111               | 12 settembre 2001 | LINEAR     |
| 165821 - | 2001 RK112               | 12 settembre 2001 | LINEAR     |
| 165822 - | 2001 RO112               | 12 settembre 2001 | LINEAR     |
| 165823 - | 2001 RJ113               | 12 settembre 2001 | LINEAR     |
| 165824 - | 2001 RY114               | 12 settembre 2001 | LINEAR     |
| 165825 - | 2001 RS117               | 12 settembre 2001 | LINEAR     |
| 165826 - | 2001 RU117               | 12 settembre 2001 | LINEAR     |
| 165827 - | 2001 RX118               | 12 settembre 2001 | LINEAR     |
| 165828 - | 2001 RK123               | 12 settembre 2001 | LINEAR     |
| 165829 - | 2001 RO127               | 12 settembre 2001 | LINEAR     |
| 165830 - | 2001 RV128               | 12 settembre 2001 | LINEAR     |
| 165831 - | 2001 RD131               | 12 settembre 2001 | LINEAR     |
| 165832 - | 2001 RH131               | 12 settembre 2001 | LINEAR     |
| 165833 - | 2001 RY134               | 12 settembre 2001 | LINEAR     |
| 165834 - | 2001 RW135               | 12 settembre 2001 | LINEAR     |
| 165835 - | 2001 RD138               | 12 settembre 2001 | LINEAR     |
| 165836 - | 2001 RJ140               | 12 settembre 2001 | LINEAR     |
| 165837 - | 2001 RO141               | 12 settembre 2001 | LINEAR     |
| 165838 - | 2001 RA143               | 15 settembre 2001 | NEAT       |
| 165839 - | 2001 RW144               | 6 settembre 2001  | NEAT       |
| 165840 - | 2001 RQ146               | 9 settembre 2001  | LONEOS     |
| 165841 - | 2001 RC147               | 9 settembre 2001  | LONEOS     |
| 165842 - | 2001 RE153               | 12 settembre 2001 | LINEAR     |
| 165843 - | 2001 RB154               | 15 settembre 2001 | NEAT       |
| 165844 - | 2001 SB6                 | 18 settembre 2001 | Spacewatch |
| 165845 - | 2001 SP10                | 16 settembre 2001 | LINEAR     |
| 165846 - | 2001 SE11                | 16 settembre 2001 | LINEAR     |
| 165847 - | 2001 SE12                | 16 settembre 2001 | LINEAR     |
| 165848 - | 2001 SV13                | 16 settembre 2001 | LINEAR     |
| 165849 - | 2001 SD16                | 16 settembre 2001 | LINEAR     |
| 165850 - | 2001 SK16                | 16 settembre 2001 | LINEAR     |
| 165851 - | 2001 SP18                | 16 settembre 2001 | LINEAR     |
| 165852 - | 2001 SG19                | 16 settembre 2001 | LINEAR     |
| 165853 - | 2001 SD20                | 16 settembre 2001 | LINEAR     |
| 165854 - | 2001 SQ23                | 16 settembre 2001 | LINEAR     |
| 165855 - | 2001 SH24                | 16 settembre 2001 | LINEAR     |
| 165856 - | 2001 SP30                | 16 settembre 2001 | LINEAR     |
| 165857 - | 2001 SF34                | 16 settembre 2001 | LINEAR     |
| 165858 - | 2001 SX35                | 16 settembre 2001 | LINEAR     |
| 165859 - | 2001 SD40                | 16 settembre 2001 | LINEAR     |
| 165860 - | 2001 SB43                | 16 settembre 2001 | LINEAR     |
| 165861 - | 2001 SM45                | 16 settembre 2001 | LINEAR     |
| 165862 - | 2001 SF78                | 19 settembre 2001 | LINEAR     |
| 165863 - | 2001 SF80                | 20 settembre 2001 | LINEAR     |
| 165864 - | 2001 SW86                | 20 settembre 2001 | LINEAR     |
| 165865 - | 2001 SK88                | 20 settembre 2001 | LINEAR     |
| 165866 - | 2001 SL89                | 20 settembre 2001 | LINEAR     |
| 165867 - | 2001 SQ91                | 20 settembre 2001 | LINEAR     |
| 165868 - | 2001 SO95                | 20 settembre 2001 | LINEAR     |
| 165869 - | 2001 ST101               | 20 settembre 2001 | LINEAR     |
| 165870 - | 2001 SY121               | 16 settembre 2001 | LINEAR     |
| 165871 - | 2001 SE124               | 16 settembre 2001 | LINEAR     |
| 165872 - | 2001 SW125               | 16 settembre 2001 | LINEAR     |
| 165873 - | 2001 SK126               | 16 settembre 2001 | LINEAR     |
| 165874 - | 2001 SP128               | 16 settembre 2001 | LINEAR     |
| 165875 - | 2001 SK129               | 16 settembre 2001 | LINEAR     |
| 165876 - | 2001 SZ129               | 16 settembre 2001 | LINEAR     |
| 165877 - | 2001 SH137               | 16 settembre 2001 | LINEAR     |
| 165878 - | 2001 SS137               | 16 settembre 2001 | LINEAR     |
| 165879 - | 2001 SQ140               | 16 settembre 2001 | LINEAR     |
| 165880 - | 2001 SF143               | 16 settembre 2001 | LINEAR     |
| 165881 - | 2001 SX153               | 17 settembre 2001 | LINEAR     |
| 165882 - | 2001 SC154               | 17 settembre 2001 | LINEAR     |
| 165883 - | 2001 ST164               | 17 settembre 2001 | LINEAR     |
| 165884 - | 2001 SO165               | 19 settembre 2001 | LINEAR     |
| 165885 - | 2001 SP165               | 19 settembre 2001 | LINEAR     |
| 165886 - | 2001 SY184               | 19 settembre 2001 | LINEAR     |
| 165887 - | 2001 SH186               | 19 settembre 2001 | LINEAR     |
| 165888 - | 2001 SJ196               | 19 settembre 2001 | LINEAR     |
| 165889 - | 2001 SY197               | 19 settembre 2001 | LINEAR     |
| 165890 - | 2001 SW198               | 19 settembre 2001 | LINEAR     |
| 165891 - | 2001 SH199               | 19 settembre 2001 | LINEAR     |
| 165892 - | 2001 SP199               | 19 settembre 2001 | LINEAR     |
| 165893 - | 2001 SF201               | 19 settembre 2001 | LINEAR     |
| 165894 - | 2001 SJ202               | 19 settembre 2001 | LINEAR     |
| 165895 - | 2001 SU217               | 19 settembre 2001 | LINEAR     |
| 165896 - | 2001 SZ223               | 19 settembre 2001 | LINEAR     |
| 165897 - | 2001 SA235               | 19 settembre 2001 | LINEAR     |
| 165898 - | 2001 ST250               | 19 settembre 2001 | LINEAR     |
| 165899 - | 2001 SA292               | 23 settembre 2001 | LONEOS     |
| 165900 - | 2001 SB294               | 19 settembre 2001 | LINEAR     |

## 165901-166000
| Nome     | Designazione provvisoria | Data di scoperta  | Scopritore             |
| -------- | ------------------------ | ----------------- | ---------------------- |
| 165901 - | 2001 SZ303               | 20 settembre 2001 | LINEAR                 |
| 165902 - | 2001 SQ307               | 21 settembre 2001 | LINEAR                 |
| 165903 - | 2001 SS307               | 21 settembre 2001 | LINEAR                 |
| 165904 - | 2001 SJ311               | 19 settembre 2001 | LINEAR                 |
| 165905 - | 2001 ST314               | 23 settembre 2001 | LINEAR                 |
| 165906 - | 2001 SM323               | 25 settembre 2001 | LINEAR                 |
| 165907 - | 2001 SC329               | 19 settembre 2001 | LINEAR                 |
| 165908 - | 2001 SH334               | 19 settembre 2001 | NEAT                   |
| 165909 - | 2001 SN344               | 23 settembre 2001 | NEAT                   |
| 165910 - | 2001 TG5                 | 10 ottobre 2001   | NEAT                   |
| 165911 - | 2001 TD7                 | 10 ottobre 2001   | NEAT                   |
| 165912 - | 2001 TE7                 | 11 ottobre 2001   | Tesi, L., Tombelli, M. |
| 165913 - | 2001 TF8                 | 9 ottobre 2001    | LINEAR                 |
| 165914 - | 2001 TE31                | 14 ottobre 2001   | LINEAR                 |
| 165915 - | 2001 TK54                | 14 ottobre 2001   | LINEAR                 |
| 165916 - | 2001 TD55                | 14 ottobre 2001   | LINEAR                 |
| 165917 - | 2001 TT64                | 13 ottobre 2001   | LINEAR                 |
| 165918 - | 2001 TA122               | 15 ottobre 2001   | LINEAR                 |
| 165919 - | 2001 TL125               | 12 ottobre 2001   | NEAT                   |
| 165920 - | 2001 TL129               | 15 ottobre 2001   | Spacewatch             |
| 165921 - | 2001 TQ132               | 12 ottobre 2001   | NEAT                   |
| 165922 - | 2001 TK144               | 10 ottobre 2001   | NEAT                   |
| 165923 - | 2001 TM144               | 10 ottobre 2001   | NEAT                   |
| 165924 - | 2001 TG147               | 10 ottobre 2001   | NEAT                   |
| 165925 - | 2001 TQ162               | 11 ottobre 2001   | NEAT                   |
| 165926 - | 2001 TG164               | 11 ottobre 2001   | NEAT                   |
| 165927 - | 2001 TA178               | 14 ottobre 2001   | LINEAR                 |
| 165928 - | 2001 TS196               | 15 ottobre 2001   | NEAT                   |
| 165929 - | 2001 TC211               | 13 ottobre 2001   | NEAT                   |
| 165930 - | 2001 TV211               | 13 ottobre 2001   | Spacewatch             |
| 165931 - | 2001 TF212               | 13 ottobre 2001   | NEAT                   |
| 165932 - | 2001 TB226               | 14 ottobre 2001   | NEAT                   |
| 165933 - | 2001 UJ14                | 24 ottobre 2001   | LINEAR                 |
| 165934 - | 2001 UY21                | 17 ottobre 2001   | LINEAR                 |
| 165935 - | 2001 UU22                | 18 ottobre 2001   | LINEAR                 |
| 165936 - | 2001 UK30                | 16 ottobre 2001   | LINEAR                 |
| 165937 - | 2001 UV31                | 16 ottobre 2001   | LINEAR                 |
| 165938 - | 2001 UP40                | 17 ottobre 2001   | LINEAR                 |
| 165939 - | 2001 UN98                | 17 ottobre 2001   | LINEAR                 |
| 165940 - | 2001 UN103               | 20 ottobre 2001   | LINEAR                 |
| 165941 - | 2001 UK110               | 21 ottobre 2001   | LINEAR                 |
| 165942 - | 2001 UB125               | 22 ottobre 2001   | NEAT                   |
| 165943 - | 2001 UD147               | 23 ottobre 2001   | LINEAR                 |
| 165944 - | 2001 UV155               | 23 ottobre 2001   | LINEAR                 |
| 165945 - | 2001 UQ169               | 20 ottobre 2001   | LINEAR                 |
| 165946 - | 2001 UL197               | 19 ottobre 2001   | NEAT                   |
| 165947 - | 2001 VD117               | 12 novembre 2001  | LINEAR                 |
| 165948 - | 2001 VG126               | 14 novembre 2001  | Spacewatch             |
| 165949 - | 2001 WY1                 | 18 novembre 2001  | LINEAR                 |
| 165950 - | 2001 WG5                 | 21 novembre 2001  | LINEAR                 |
| 165951 - | 2001 WK69                | 20 novembre 2001  | LINEAR                 |
| 165952 - | 2001 WN92                | 21 novembre 2001  | LINEAR                 |
| 165953 - | 2001 XT18                | 9 dicembre 2001   | LINEAR                 |
| 165954 - | 2001 XP46                | 9 dicembre 2001   | LINEAR                 |
| 165955 - | 2001 XO62                | 14 dicembre 2001  | Spacewatch             |
| 165956 - | 2001 XM68                | 10 dicembre 2001  | LINEAR                 |
| 165957 - | 2001 XT87                | 13 dicembre 2001  | LINEAR                 |
| 165958 - | 2001 XR103               | 14 dicembre 2001  | LINEAR                 |
| 165959 - | 2001 XK111               | 11 dicembre 2001  | LINEAR                 |
| 165960 - | 2001 XR157               | 14 dicembre 2001  | LINEAR                 |
| 165961 - | 2001 XV164               | 14 dicembre 2001  | LINEAR                 |
| 165962 - | 2001 XM168               | 14 dicembre 2001  | LINEAR                 |
| 165963 - | 2001 XS168               | 14 dicembre 2001  | LINEAR                 |
| 165964 - | 2001 XT173               | 14 dicembre 2001  | LINEAR                 |
| 165965 - | 2001 XT184               | 14 dicembre 2001  | LINEAR                 |
| 165966 - | 2001 XP190               | 14 dicembre 2001  | LINEAR                 |
| 165967 - | 2001 XN199               | 14 dicembre 2001  | LINEAR                 |
| 165968 - | 2001 XB210               | 11 dicembre 2001  | LINEAR                 |
| 165969 - | 2001 XN213               | 11 dicembre 2001  | LINEAR                 |
| 165970 - | 2001 XH232               | 15 dicembre 2001  | LINEAR                 |
| 165971 - | 2001 XL237               | 15 dicembre 2001  | LINEAR                 |
| 165972 - | 2001 XE242               | 14 dicembre 2001  | LINEAR                 |
| 165973 - | 2001 XT251               | 14 dicembre 2001  | LINEAR                 |
| 165974 - | 2001 XP260               | 10 dicembre 2001  | LINEAR                 |
| 165975 - | 2001 YH4                 | 23 dicembre 2001  | Spacewatch             |
| 165976 - | 2001 YP27                | 18 dicembre 2001  | LINEAR                 |
| 165977 - | 2001 YO31                | 18 dicembre 2001  | LINEAR                 |
| 165978 - | 2001 YL85                | 18 dicembre 2001  | LINEAR                 |
| 165979 - | 2001 YR88                | 18 dicembre 2001  | LINEAR                 |
| 165980 - | 2001 YZ89                | 18 dicembre 2001  | LINEAR                 |
| 165981 - | 2001 YR90                | 18 dicembre 2001  | LINEAR                 |
| 165982 - | 2001 YM96                | 18 dicembre 2001  | NEAT                   |
| 165983 - | 2001 YY99                | 17 dicembre 2001  | LINEAR                 |
| 165984 - | 2001 YK109               | 18 dicembre 2001  | LINEAR                 |
| 165985 - | 2001 YR114               | 19 dicembre 2001  | NEAT                   |
| 165986 - | 2001 YZ116               | 18 dicembre 2001  | LINEAR                 |
| 165987 - | 2001 YJ127               | 17 dicembre 2001  | LINEAR                 |
| 165988 - | 2001 YQ138               | 18 dicembre 2001  | Spacewatch             |
| 165989 - | 2001 YE139               | 23 dicembre 2001  | Spacewatch             |
| 165990 - | 2001 YO148               | 18 dicembre 2001  | LINEAR                 |
| 165991 - | 2001 YL149               | 19 dicembre 2001  | NEAT                   |
| 165992 - | 2001 YY156               | 17 dicembre 2001  | LINEAR                 |
| 165993 - | 2002 AN6                 | 9 gennaio 2002    | Roe, J. M.             |
| 165994 - | 2002 AO20                | 6 gennaio 2002    | NEAT                   |
| 165995 - | 2002 AS23                | 5 gennaio 2002    | NEAT                   |
| 165996 - | 2002 AH30                | 9 gennaio 2002    | LINEAR                 |
| 165997 - | 2002 AP31                | 9 gennaio 2002    | LINEAR                 |
| 165998 - | 2002 AH34                | 12 gennaio 2002   | Spacewatch             |
| 165999 - | 2002 AR45                | 9 gennaio 2002    | LINEAR                 |
| 166000 - | 2002 AO47                | 9 gennaio 2002    | LINEAR                 |